# Áed mac Ainmuirech
Áed mac Ainmuirech (morto em 598) foi um rei dos Uí Néill do norte. Pertenceu ao Cenél Conaill e foi um primo distante de Columba de Iona. Era filho de Ainmuire mac Sétnai (morto em 569), possivelmente o grande rei anterior.

## Biografia
Chegou ao poder algumas décadas após a morte do último antigo grande rei pagão de Tara, Diarmait mac Cerbaill (morto em 565), após um período no qual não está claro se os Uí Néill tinham um grande rei, nem é certo se seus contemporâneos teriam reconhecido Áed como tal. O grande reinado da Irlanda era alternado entre os ramos Cenél nEógain e Cenél Conaill no final do século VI. É difícil separar o reinado de Áed do de seu primo mais velho Báetán mac Ninneda (morto em 586). Vários períodos de duração são dados para o reinado de Áed na lista dos reis, podendo o início do seu reinado ter sido antes da morte de Báetán. Os dois reis são omitidos do Baile Chuinn, a mais antiga lista de rei irlandês do final do século VII, mas este foi, provavelmente, um documento partidário. É possível que Báetán não fosse realmente o grande rei, mas foi-lhe dado esta posição pelos historiadores para diferenciar o reinado de Báetán mac Cairill (morto em 581) dos Dál Fiatach de Ulster como grande rei. A lista de reis apenas atribuiu-lhe um reinado de um ano. Se Báetán foi rei de Tara ou não, o poder real efetivo entre os Uí Néill do norte foi de Áed mac Ainmuirech.
Ele é conhecido por ter se encontrado com Áedán mac Gabráin, rei de Dál Riata, em 575 no Sínodo ou Convenção de Drumceat, para acordar uma aliança, supostamente arranjada por seu primo Columba. Áed and Áedán foram estavam ameaçados pelas atividades do rei de Ulaid Báetán mac Cairill do Dál Fiatach, e os dois tinham interesse que Dál Riada não se sujeitasse ao ambiocioso Báetán. Nisto eles tiveram sucesso. Áed pode ter se tornado grande rei depois disso, possivelmente em 576. É também bem possível que esta conferência não aconteceu até por volta de 587 que é a data registrada nos Anais de Clonmacnoise. A morte de Báetán mac Ninneda ocorreu em 586 e os Anais de Ulster registram duas datas de morte para Báetán mac Cairill, uma sendo em 587.
Um desafio para o reinado de Áed entre os Uí Néill do norte foi lançado por Colcu mac Domnaill do ramo dos Cenél nEógain. Porém, eles entraram em confronto na batalha de Druim Meic Erce (Drumhirk, atual condado de Tyrone) em 580 e Colcu foi morto. Em seguida, em 586, Báetán mac Ninneda foi morto em Léim in Eich, por instigação de Colmán Bec (morto em 587), o rei de Uisnech dos Uí Néill do sul que se candidatava para a alta realeza. Em 587 Áed encerrou com essa ameaça quando Colman foi morto na batalha de Belach Dathi.
Outro desafio para Áed pode ter vindo da direção do Ulster, na pessoa de Fiachnae mac Báetáin (morto em 626) dos Dál nAraidi. Na conferência real em Druim Cett os assuntos de Osraige foram discutidos o que implica uma influência por Áed sobre os assuntos de Munster. Em 597 Fiachnae venceu a batalha de Sliab Cua no território de Munster. Fiachnae já havia vencido uma batalha sobre os Ciannachta de Brega em 594. A possibilidade é de que Fiachnae foi um rei de Tara na década de 590.
Áed entrou em conflito com Brandub mac Echach, Rei de Leinster dos Uí Cheinnselaig que estava resistindo à invasão dos Uí Néill. Segundo a tradição preservada na saga Borúma Laigin, Brandub matou Cummascach, filho de Áed por exigir o direito de dormir com a esposa de Brandub durante uma visita real. Os anais registram a morte de Cummascach, filho de Áed em 597 em Dún Buchat. Porém, na batalha de Dún Bolg (Dunboyke, atual condado de Wicklow) em 598, a Áed foi derrotado e morto por Brandub.
Áed tinha estreitas relações com seu primo São Columba. Ele pode ter encomendado um elogio sobre a morte do santo e, provavelmente, doado a terra para o mosteiro de Durrow. Áed foi sucedido como rei dos Uí Néill do norte por Colmán Rímid, filho de Báetán mac Muirchertaig, do Cenél nEógain. O filho de Áed, Conall Cú mac Áedo (morto em 604) não teve sucesso ao reivindicar o grande reinado após a morte de seu pai, mas seus filhos Máel Cobo (morto em 615) e Domnall (morto em 642) foram mais tarde grandes reis dos Uí Néill do norte.